# Аркейское общество
Аркейское общество (фр. La Société d’Arcueil) — научное объединение, пик активности которого пришелся на 1807—1813 гг. Было основано химиком Клодом Луи Бертолле и математиком Пьером-Симоном Лапласом. Собрания общества проходили в деревне Аркёй, располагавшейся в 5 км к югу от Парижа, где Бертолле и Лаплас купили дома по соседству, причем в доме Бертолле была оборудована химическая и физическая лаборатория. В состав общество входило около 15 ученых, включая таких известных натуралистов и естествоиспытателей, как Александр фон Гумбольдт, Жозеф Луи Гей-Люссак и Жак Луи Тенар. Общество пользовалось неформальной поддержкой Наполеона, издавало сборники научных трудов Mémoires de physique et de chimie, de la Société d’Arcueil (всего вышло два тома, третий том был опубликован уже после распада общества).